# Ribeirão Cascalheira
Ribeirão Cascalheira là một đô thị thuộc bang Mato Grosso, Brasil. Đô thị này có diện tích 11356,472 km², dân số năm 2007 là 8677 người, mật độ 0,76 người/km².